# Le parrocchie di Regalpetra
Le parrocchie di Regalpetra è un libro dello scrittore siciliano Leonardo Sciascia, pubblicato da Laterza nel 1956. Il nucleo intorno al quale, quasi per germinazione - come si evince dalla prefazione che l'autore redasse per una ristampa del 1967, e in cui accenna alla genesi dell'opera - si struttura il saggio, è il capitolo "Cronache scolastiche", pubblicato autonomamente e con il titolo medesimo nel numero 12 della rivista "Nuovi Argomenti" nel 1955.
L'opera, divisa in parti a seconda dell'argomento trattato, è la cronaca sulla vita di un paese qualunque della Sicilia: in realtà, infatti, Regalpetra non esiste, ma prende nome da una fusione tra Racalmuto, borgo nativo dell'autore (anticamente anche Regalmuto), e dal libro di Nino Savarese intitolato Fatti di Petra.
L'autore prende le mosse con una breve storia del paese a partire dal 1622, simile a tante altre storie di paesi siciliani: il suo denominatore comune è la sopraffazione del popolo ai soprusi dei proprietari terrieri.
La narrazione storica si sofferma particolarmente sul periodo del regime fascista, ma il fulcro del libro, come si può evincere dalla prefazione, sta nella cronaca della vita nel paese, in particolare con un occhio per la scuola.
Vengono descritte le manovre politiche, le campagne elettorali di missini, comunisti, democristiani, liberali e così via; spezzoni del libro sono dedicati alle riunioni del circolo dei "galantuomini", la nobiltà terriera che decade, mentre cresce la borghesia di gente di umili origini arricchita dai commerci e le attività "borghesi".
Però l'obiettivo primario di Sciascia, dichiarato nella prefazione, è quello di mostrare quali siano le condizioni in cui le classi povere versavano: la scarsa paga vale a malapena per il sostentamento ed il pericolo di morte sul lavoro è alto per i lavoratori, soprattutto  salinari e zolfatari, i protagonisti dell'opera.
La scrittura sarebbe, quindi, uno dei pochi modi per provare a cambiare la situazione: ma se la popolazione nutre grande fiducia nella penna, Sciascia pensa che essa possa dare un contributo, ma solo modesto.
Regalpetra è infatti una realtà la cui economia si basa sull'estrazione dal sottosuolo (sale, zolfo): ciò, come dice l'autore stesso, limita la presenza della mafia, che si attaccherebbe alla terra coltivata, ed allo stesso tempo l'assenza di grandi terreni coltivati e la presenza di miniere fa sì che sia nutrita la schiera degli arricchiti e sottile quella dei 'galantuomini'.
Per quanto riguarda la situazione nel campo dell'istruzione, l'autore si mostra sfiduciato: il contesto in cui vivono gli alunni, i programmi del tutto inadeguati fanno perdere ogni determinazione in quella che viene detta la 'missione' dell'insegnante.
I bambini che frequentano le scuole elementari di mattina, infatti, fanno lavoretti di pomeriggio ed hanno così esperienze che esulano del tutto dal contesto scolastico.
In generale il libro, per quanto abbia un'ambientazione fantastica, presenta fatti assolutamente verosimili, se non realmente accaduti: l'opera vuol essere una narrazione dei paradossi e delle ingiustizie della Sicilia, che potrebbero risultare inconcepibili per chi non ne conoscesse la realtà.